# Фотографирование бюллетеня
Фотографирование бюллетеня — процесс фотосъёмки избирательного бюллетеня, потенциально связанный либо с подкупом избирателя, либо с использованием его административно зависимого положения по работе или учёбе. Заключается в том, что организатор понуждает избирателя проголосовать за определённую кандидатуру и затем показать ему фото «правильно» заполненного бюллетеня в качестве подтверждения.
Помимо использования в негативных целях (искажение воли избирателей), добровольное фотографирование бюллетеней (в том числе, совмещённое с селфи самого избирателя) и их опубликование в социальных сетях с призывом повторения такого голосования может быть использовано для:
1. агитации за тот или иной выбор (становится работоспособным в случае многодневного голосования — возникает временной «лаг»);
2. фиксации в общественном сознании факта массового выбора гражданами того или иного варианта голосования.

Так, 25 июня 2020 года, перед голосованием за поправки в Конституцию России, Михаил Ходорковский призвал сторонников массово делать на избирательных участках селфи с бюллетенями с отметкой «против» и выкладывать их в соцсети.
Ранее, в марте 2020 года идею т. н. «#СелфиПротивОбнулись» озвучил член федерального политсовета ПАРНАС Сергей Михайлов.
Фотосъёмка избирательного бюллетеня в личных (некоммерческих) целях в большинстве стран допускается, если съёмка не направлена на нарушение тайны голосования.

## Описание метода
Суть метода «фотографирования бюллетеня» как нарушения избирательного законодательства заключается в предварительном сговоре какого-либо лица с избирателем, согласно которому голосующий должен заполнить бюллетень требуемым образом, после чего сфотографировать его на камеру в качестве подтверждения своего голоса и показать фотографию лицу, организовавшему этот процесс.
Понуждение избирателя голосовать определённым образом с фотографией бюллетеня в качестве доказательства служит, как правило, для организатора этого процесса способом влияния на результаты голосования, если, к примеру, он в этом заинтересован как приверженец определённых политических идей или как какое-либо служебное лицо, получившее за это вознаграждение или наказ от своего начальства.
Избиратель отмечается в списке «лояльных» сотрудников или учащихся, если организаторами используется административно зависимое положение избирателя по работе или учёбе, или, реже, может получить от организатора деньги, другие материальные ценности, если нарушение происходит непосредственно у избирательного участка. В этом плане он напоминает метод «карусель», однако, в отличие от него, не требует выноса с избирательного участка незаполненного бюллетеня.

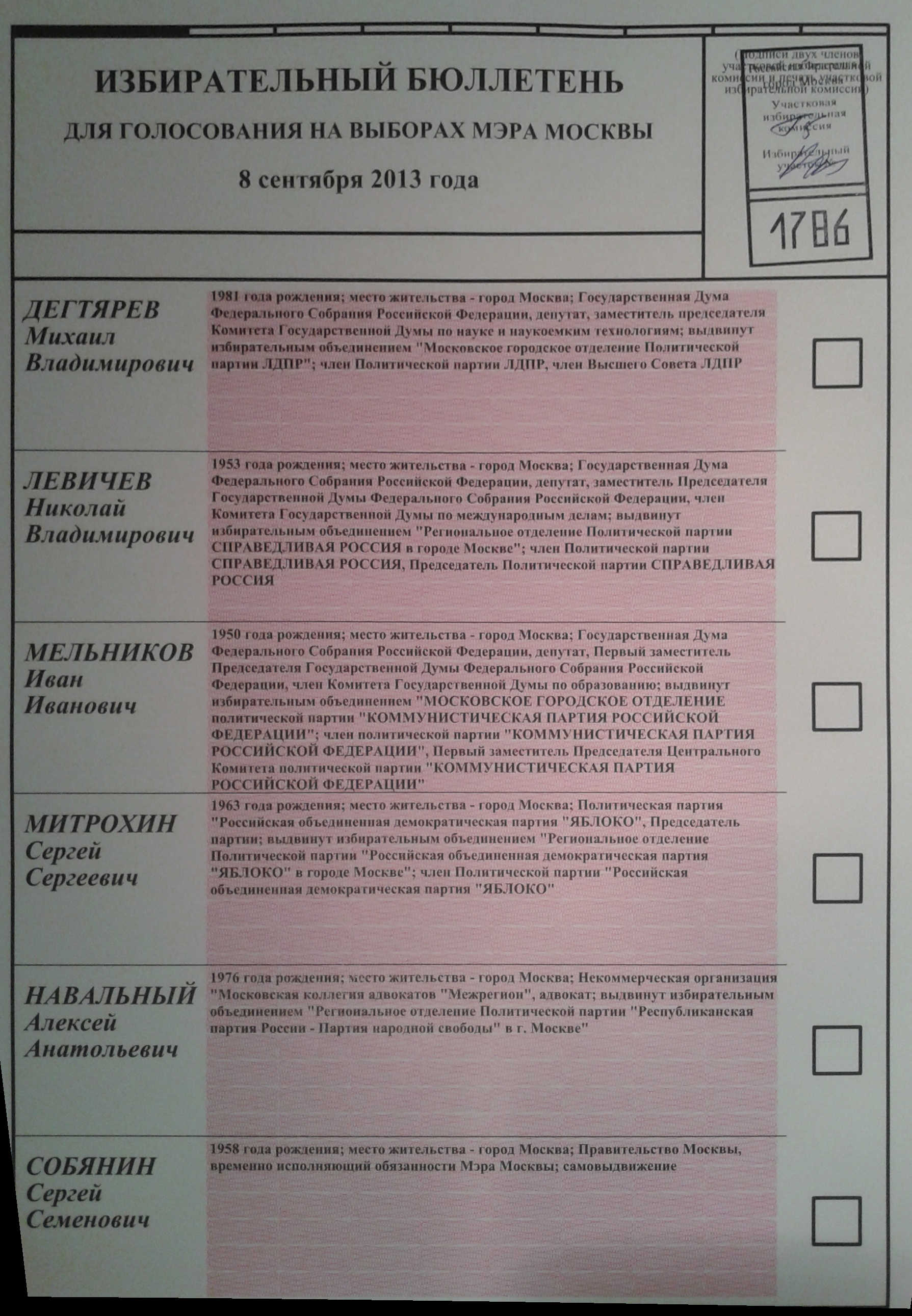
Бюллетень на выборах мэра Москвы 2013 года (Россия), сфотографированный в кабинке для голосования. Сам факт фотографирования нарушением российского закона не является.

Бороться с данным методом влияния на итоги голосования труднее, чем с «каруселью», так как отсутствует состав преступления. Сам факт фотографирования избирателем своего бюллетеня может как являться нарушением избирательного законодательства, как, к примеру, на Украине, в Канаде, странах Южной Африки или США, где более чем в 20 штатах фотосъёмка бюллетеня в целях пресечения возможных подкупов и давления на избирателей запрещена, так и не являться, как в России, хотя, в последнем случае, может квалифицироваться как нарушение тайны голосования, что является нарушением по статье 141 Уголовного кодекса.

## Способы борьбы
Избирателю можно обойти голосование за кандидатуру, если её выбор не совпадает с интересами голосующего, следующими способами. Как отмечают различные эксперты, можно использовать чёрную нитку, проволоку, прозрачную плёнку или кусочек бумаги с отметкой для имитации знака в бюллетене; воспользоваться возможностями фотомонтажа и обработать фотографию; предварительно загрузить на мобильное устройство требуемую фотографию бюллетеня, сделанную другим избирателем, или же, после того, как бюллетень сфотографирован, проставить несколько знаков в квадратах для заполнения, что сделает бюллетень недействительным и аннулирует выбор, зафиксированный на фото.